# 山本読書室
山本読書室（やまもと・どくしょしつ）は、儒医山本封山（やまもと・ほうざん）が江戸時代後期に京都・油小路五条上ルに開いた私塾。平安読書室とも称される。日本博物学の西日本の拠点でもあった。

## 解説
1．塾の歴史と学風の継承
山本封山は書斎名「読書室」を塾名とした。封山の友人柴野栗山筆の額字「読書室」が伝わる。封山の次男で小野蘭山の門人、山本亡羊の時代に本草漢学塾として発展し、亡羊没後、長男の山本榕室、ついで、次男山本秀夫が経営に当たった。明治維新後は亡羊三男山本章夫（あやお、渓愚）が再開し、明治36年（1903年）章夫の死をもって、塾としては120年の歴史を閉じた。
その後も、儒医の学風は山本章夫の長男規矩三によって守られた。規矩三は晩年の父章夫の代講を務め、父とともに読書室伝来の蔵書・書画・器物類の保存に心血をそそいだ。また儒者章夫の著作を読書室蔵版として続々と刊行した。読書室は規矩三の死（1945年9月9日）によってその学風が途絶え、歴史を終えた。
2．読書室資料
章夫・規矩三父子の努力にかかわらず、榕室の長男で岩倉具視の秘書となった山本復一（またいち）はその借財のために、書画類の流出を招き、その子黙夫（しずお）の負債のために、明治40年（1907）読書室蔵書の大半を愛知県幡豆郡（西尾市）の岩瀬文庫に売却した。現在の西尾市立岩瀬文庫では、山本読書室旧蔵書が公開されている。
一方、売却流出を免れ、読書室旧跡の土蔵に伝わった山本読書室資料のほとんどは、現在、京都府立京都学・歴彩館に寄託され、2021年3月26日から段階的に、その公開利用が始まっている。
3．読書室物産会
天明4年（1784年）から慶応3年（1867年）まで83年間の入門者は1600名余。塾の特色をなす博物研究会「読書室物産会」は文化5年（1808年）から慶応3年まで60年間に通算51回開催された。
読書室物産会に出入りした画工土田乙三郎（英章）は顕微鏡を用いて微生物を模写し、山本榕室がこれを「微虫図」と名付けて解説を加え、銅版師岡田春燈斎義房が銅版図に仕上げ、刊行された（嘉永元年6月）。
4．読書室の人々
山本亡羊は、尊敬する稲生若水の「庶物類纂」を参照する機会を得られないまま、山本読書室の総力を結集して125冊の「格致類編」を編纂したが、「徒らに蠹腹（とふく）を飽かす」（伊藤圭介）結果に終わり、長く顧みられなかった。
山本榕室は家学の本草学、漢学を修め、若くして平安の三才子に数えられた。蔵書の充実に努め、天変地異から世情時事に至るまで情報収集し、記録した。江戸に上る途中、読書室に寄った丹波梅迫の十倉次右衛門からは、その子半介の著「硝石製錬法口訣」も写させてもらっている。内容は、「蚕の糞が多く含まれる床下の土と植物の灰を混ぜて化学反応させると硝石になる」というもの。
岩倉具視の秘書山本復一（またいち、山本榕室の長男）は岩倉没後、ただちに伝記編纂委員を命ぜられたが、「岩倉公実記」編纂途中で委員を辞め、自分で収集した膨大な維新史料を京都に持ち帰った。その中には、西南戦争時に復一が使用した伝信暗号解読盤も伝わる。
門人1600名余の中には、幼少の明治天皇（祐宮）を教育した田中河内介（小森賢次郎、天保6年閏7月9日、21歳で入門）、陰陽師の家系であった土御門和丸（明治3年、秀夫に入門）、北海道（蝦夷地）探検で名を高めた松浦武四郎（門人名簿にはない）、植物画家として優れた賀来飛霞（睦三郎、天保5年5月23日入門）などもいた。
5．NHKの幕末奇譚
NHK歴史発掘ミステリー 京都 千年蔵「幕末奇譚 知を武器にかく闘えり」（BSプレミアム：初回2022年1月22日、20:30~22:00、再放送2月12日、6月19日、8月13日）（総合テレビ再放送：4月29日、22:00~23:30）にて山本読書室が特集される。
5－1　土蔵の棟札「王謝之美」
番組の前半で、天保6年（1835）に建てられた読書室の土蔵の棟札がクローズアップされ、上梁文（天保6年閏7月8日付け）の末尾「王謝之美」について、「学者の一族が文化の力で国力を高め、敵から自国を守った」と典拠不明の解説がある。しかし、「王謝之美」は『蒙求』の「謝安高潔　王導公忠」の故事によるもので、「王謝」は晋の忠臣王導と謝安の二人を指す。「欲襲王謝之美」（王謝の美を襲わんと欲す）には、高潔な忠臣の模範にならって、勤王の志を遂げたいという読書室の思いが秘められている。幕末の山本読書室には田中河内介をはじめ、多くの勤王家が集った。田中河内介はまさに上梁文の日付の翌日、読書室に入門した。
5－2　万国博覧会
読書室でウィーン万国博覧会と関わりを持ったのは博覧会事務局出仕となった山本章夫であった。しかし、この奇譚では、なぜか、万国博覧会とまったく関係のなかった山本復一が中心人物として登場する。
5－3　掛け軸「為人之道而事天地之理也」
番組で掛け軸の一行書「為人之道而事天地之理也」は、山本亡羊の言葉としてクローズアップされ、亡羊役の俳優が語りかける。しかし、一行書の漢文としては文法的に可笑しい。実は亡羊の言葉でも書でもない。亡羊が本草書としてその記述に批正を加えた貝原益軒『大和本草』（1709）の凡例から、原文の一部を誤って引用したものである。
「凡例」原文の関係部分を読み下せば、次の通り。「天地の生物（物を生む）の心、人これを受け以て心と為す。いわゆる仁なり。仁は愛の理なり。人はすべからく天地の生物の心を奉若（うけしたがい）て人物を愛育すべし。これすなわち、以て人の道を為して天地に事（つか）うる所の理なり。」
5－4　西郷隆盛が山本復一に与えた書（梁川星巌の詩句）
番組の終わり近くで、山本復一が西郷隆盛に揮毫を頼んだ梁川星巌の詩句が登場する。「城市山林、岐（わか）る可（べ）からず、能（よ）く喧寂（けんじゃく）を忘るる、是れ男児なり。」隠者のように山林に隠遁することなく、勤王の道に身を捧げよ、という勤王詩人らしい詩句である。
初回放送日: 2022年1月22日

## 歴史
山本読書室　＝封山の時代＝　（月日は旧暦）
- 1742年（寛保2年）6月1日、封山、越中高岡町年寄日下庄兵衛の次男として高岡に生まれる。
- 1768年（明和5年）2月、封山、西本願寺綱所衆山本貞徳の養子となる。
- 1770年（明和7年）4月、封山、西本願寺綱所衆となり、新門主文如上人に仕える。
- 1772年（安永元年）12月、封山の友人皆川淇園が「読書室記」を作る。
- 1773年（安永2年）封山の長男伯賢（名世龍、通称賢蔵）生まれる。母、類（るい、琉已）。
- 1778年（安永7年）6月16日、封山の次男亡羊（名世孺、字仲直、通称永吉）生まれる。母、同上。
- 1783年（天明3年）5月、友人村瀬栲亭が封山のために「薬籠銘」[4]を作る。
- 1784年（天明4年）4月27日、最初の塾生佐渡養益が「読書室」に入塾、封山に医学を学ぶ。
- 1786年（天明6年）閏6月、封山、西本願寺侍読を辞職。油小路五条上ル金仏町の自宅に引越して、浪人帯刀住居を許された。友人柴野栗山書「読書室」額字[5]はこの頃か。
- 1787年（天明7年）11月、封山、『本佐録』の校訂を完成する。
- 1788年（天明8年）正月晦日、天明の大火のため自宅類焼。
- 1789年（寛政元年）山本中郎（封山）校訂『本佐録』（柴野栗山序、読書室蔵版）を出版。
- 1791年（寛政3年）正月13日、新居棟上。3月20日、新居に移る。
- 1793年（寛政5年）6月2日、亡羊（16歳）、小野蘭山に本草学を学ぶ。
- 1794年（寛政6年）11月25日、亡羊、聚芳軒塾（小野蘭山）に入門。
- 1795年（寛政7年）2月4日、亡羊、礼を梅宮大社祠官橋本経亮に学ぶ。3月4日、封山、大日本史（全248巻60冊）の筆写を起業。
- 1798年（寛政10年）正月27日、大日本史の筆写を卒業。凡そ4697枚。正月30日から礼儀類典（全514巻）の筆写を起業。
- 1801年（享和元年）6月1日、封山還暦の賀筵を開く。この賀筵を記念した詩画帖「八音帖」[6]（序文は亡羊）には、封山の新旧友人24名が漢詩・和歌・絵画を寄せた。漢詩は細合半斎、春日坦斎、柴野栗山、岩垣龍渓、村瀬栲亭、北尾孟軌、丘本思純、松本愚山の8名。和歌は小沢蘆庵、橋本経亮、前波黙軒、小川布淑、金子義篤、羽倉信美、芝山持豊、伴蒿蹊の8名。絵画は呉春、世継直員、岸岱、岸駒、河村文鳳、田中訥言、村上松堂、円山応瑞の8名。
- 1802年（享和2）5月18日、この日付の封山撰文「大伴家持遊覧之地」碑（題字は花山院愛徳筆）[7]が越中布勢の円山に建つ。5月25日、亡羊（25歳）、玲（15歳、青木如水の二女）と結婚。
- 1808年（文化5年）6月2日、亡羊、物産会を双林寺文阿弥で開催（第1回読書室物産会）。
- 1809年（文化6年）4月17日、亡羊、第2回読書室物産会（於円山芙蓉楼）を開催。7月7日、亡羊次男、沈三郎（しんさぶろう、号榕室）生まれる。9月29日、封山、風邪のため、礼儀類典の筆写不能となる。亡羊および門人らが10余巻を補写し、年末に完成。通計23864枚。
- 1810年（文化7年）5月21日、第3回読書室物産会開催（於読書室）。
- 1811年（文化8年）5月20日、第4回読書室物産会開催（於因幡薬師）。
- 1812年（文化9年）6月10日、第5回読書室物産会開催（於因幡薬師）。
- 1813年（文化10年）3月7日、封山没。享年72．